# AFC-mästerskapet i futsal 2012
AFC-mästerskapet i futsal 2012 var ett mästerskap i futsal för asiatiska herrlandslag som spelades 25 maj–1 juni 2012. Mästerskapet var den 12:e i ordningen som man har spelat i AFC-mästerskapet i futsal. Förenade Arabemiraten var värdland för turneringen och samtliga matcherna spelades i Dubai.
Japan vann turneringen, följt av Thailand på en andraplats. Iran vann över Australien i spelet om tredjepris.

## Kvalificerade länder
16 lag kvalificerade sig turneringen varav 4 var direktkvalificerade: Iran, Uzbekistan och Japan kvalificerade sig genom att hamna på första, andra och tredjeplats vid AFC-mästerskapet 2010. Förenade Arabemiraten var direktkvalificerad som arrangör av mästerskapet. Samtliga lag till mästerskapet var klara den 26 februari 2012.
27 lag tävlade om 12 platser i AFC-mästerskapet genom 4 olika zonindelade kvalspel.
| Direktkvalificering                               | Zonkval                                   | Zonkval                            | Zonkval                  | Zonkval                            |
| Direktkvalificering                               | Syd & central                             | Öst                                | Väst                     | ASEAN                              |
| ------------------------------------------------- | ----------------------------------------- | ---------------------------------- | ------------------------ | ---------------------------------- |
| Förenade arabemiraten · Uzbekistan · Iran · Japan | Kirgizistan · Tadzjikistan · Turkmenistan | Sydkorea · Kina · Kinesiska Taipei | Qatar · Kuwait · Libanon | Thailand · Indonesien · Australien |

## Grupplottning
Lottningen till gruppspelet skedde den 11 mars 2012 i Dubai.
| Lottgrupper                                                   | Lottgrupper                                       | Lottgrupper                                        | Lottgrupper                                      |
| Urna 1                                                        | Urna 2                                            | Urna 3                                             | Urna 4                                           |
| ------------------------------------------------------------- | ------------------------------------------------- | -------------------------------------------------- | ------------------------------------------------ |
| Förenade arabemiraten · Iran · Uzbekistan · Japan             | Kina · Thailand · Libanon · Australien            | Kirgizistan · Indonesien · Tadzjikistan · Sydkorea | Turkmenistan · Kinesiska Taipei · Kuwait · Qatar |
| Lagfördelning efter lottning                                  |                                                   |                                                    |                                                  |
| Grupp A                                                       | Grupp B                                           | Grupp C                                            | Grupp D                                          |
| Förenade arabemiraten · Kirgizistan · Thailand · Turkmenistan | Japan · Kinesiska Taipei · Libanon · Tadzjikistan | Australien · Iran · Qatar · Sydkorea               | Indonesien · Kina · Kuwait · Uzbekistan          |

## Spelorter och arenor
Matcherna spelas vid två arenor i Dubai: 
- Al-Wasl Stadium – Kapacitet för 18 000 åskådare
- Al-Shabab Stadium – Kapacitet för 18 000 åskådare

## Gruppspel

### Grupp A
| Nr | Lag                   | S | V | O | F | GM | IM | MS | P |
| -- | --------------------- | - | - | - | - | -- | -- | -- | - |
| 1  | Thailand              | 3 | 3 | 0 | 0 | 11 | 3  | +8 | 9 |
| 2  | Kirgizistan           | 3 | 2 | 0 | 1 | 5  | 4  | +1 | 6 |
| 3  | Förenade arabemiraten | 3 | 1 | 0 | 2 | 6  | 8  | −2 | 3 |
| 4  | Turkmenistan          | 3 | 0 | 0 | 3 | 3  | 10 | −7 | 0 |

|       | 25 maj | Förenade arabemiraten               | 3 – 1        | Turkmenistan  | Al-Wasl Stadium                            |  |
| 18:00 | 18:00  | Y. Mohamed 5′ Ibrahim 35′ Jamil 40′ | Matchrapport | M. Atayev 20′ | Publik: 150 Domare: Alireza Sohrabi (Iran) |  |
|       |        |                                     |              |               |                                            |  |

|       | 25 maj | Thailand                    | 2 – 0        | Kirgizistan | Al-Wasl Stadium                              |  |
| 20:30 | 20:30  | Chaemcharoen 33′ Ahamah 39′ | Matchrapport |             | Publik: 150 Domare: Kim Jang-Kwan (Sydkorea) |  |
|       |        |                             |              |             |                                              |  |

|       | 26 maj | Turkmenistan | 1 – 5        | Thailand                                                  | Al-Wasl Stadium                               |  |
| 17:30 | 17:30  | V. Atayev 4′ | Matchrapport | Thueanklang 3′, 9′ Chaemcharoen 6′ Lekka 36′ Wongkaeo 39′ | Publik: 160 Domare: Scott Kidson (Australien) |  |
|       |        |              |              |                                                           |                                               |  |

|       | 26 maj | Kirgizistan                                   | 3 – 1        | Förenade arabemiraten | Al-Wasl Stadium                           |  |
| 20:00 | 20:00  | Ermekov 22′ A. Abdulla 32′ (sjm.) Kanetov 35′ | Matchrapport | T. Abdulla 37′        | Publik: 100 Domare: Timo Onatsu (Finland) |  |
|       |        |                                               |              |                       |                                           |  |

|       | 27 maj | Förenade arabemiraten | 2 – 4        | Thailand                                                     | Al-Wasl Stadium                                  |  |
| 20:00 | 20:00  | Jamil 1′, 40′         | Matchrapport | Chaemcharoen 5′ Sornwichian 10′ Wongkaeo 17′ Thueanklang 38′ | Publik: 250 Domare: Husein Khalaileh (Jordanien) |  |
|       |        |                       |              |                                                              |                                                  |  |

|       | 27 maj | Kirgizistan                  | 2 – 1        | Turkmenistan | Al-Shabab Stadium                          |  |
| 20:00 | 20:00  | Djetybaev 15′ Kondratkov 17′ | Matchrapport | Rahimov 37′  | Publik: 150 Domare: Naoki Miyatani (Japan) |  |
|       |        |                              |              |              |                                            |  |

### Grupp B
| Nr | Lag              | S | V | O | F | GM | IM | MS  | P |
| -- | ---------------- | - | - | - | - | -- | -- | --- | - |
| 1  | Japan            | 3 | 3 | 0 | 0 | 15 | 4  | +11 | 9 |
| 2  | Libanon          | 3 | 2 | 0 | 1 | 7  | 6  | +1  | 6 |
| 3  | Tadzjikistan     | 3 | 1 | 0 | 2 | 8  | 12 | −4  | 3 |
| 4  | Kinesiska Taipei | 3 | 0 | 0 | 3 | 7  | 15 | −8  | 0 |

|       | 25 maj | Japan                          | 3 – 2        | Libanon                 | Al-Wasl Stadium                                     |  |
| 12:00 | 12:00  | Kitahara 4′ Hoshi 4′ Henmi 40′ | Matchrapport | Abou Zeid 5′ Kawsan 34′ | Publik: 200 Domare: Christopher Colley (Australien) |  |
|       |        |                                |              |                         |                                                     |  |

|       | 25 maj | Kinesiska Taipei                                   | 4 – 6        | Tadzjikistan                                                                     | Al-Wasl Stadium                                |  |
| 14:30 | 14:30  | Liu Chi-chao 4′ Chen Po-hao 11′ Chang Han 17′, 23′ | Matchrapport | Nazarov 22′ Jumaev 25′ Dodkhudoev 34′ Yang Chao-hsun 35′ (sjm.) Ulmasov 40′, 40′ | Publik: 96 Domare: Nurdin Bukuev (Kirgizistan) |  |
|       |        |                                                    |              |                                                                                  |                                                |  |

|       | 26 maj | Libanon                  | 3 – 2        | Kinesiska Taipei                   | Al-Wasl Stadium                                 |  |
| 12:00 | 12:00  | Takaji 3′, 25′ Kawsan 6′ | Matchrapport | Pan Wen-chieh 15′ Liu Chi-chao 17′ | Publik: 150 Domare: Mohammad Al-Haddad (Kuwait) |  |
|       |        |                          |              |                                    |                                                 |  |

|       | 26 maj | Tadzjikistan   | 1 – 6        | Japan                                                | Al-Wasl Stadium                           |  |
| 14:30 | 14:30  | Mamedbabaev 5′ | Matchrapport | Komiyama 1′ Murakami 4′, 11′ Inaba 9′, 25′ Henmi 37′ | Publik: 100 Domare: Vahid Arzpeima (Iran) |  |
|       |        |                |              |                                                      |                                           |  |

|       | 27 maj | Japan                                                    | 6 – 1        | Kinesiska Taipei | Al-Wasl Stadium                             |  |
| 12:00 | 12:00  | Henmi 11′, 21′ Komiyama 28′ Kogure 31′, 33′ Murakami 35′ | Matchrapport | Lo Chih-an 6′    | Publik: 80 Domare: Kim Jang-Kwan (Sydkorea) |  |
|       |        |                                                          |              |                  |                                             |  |

|       | 27 maj | Tadzjikistan   | 1 – 2        | Libanon            | Al-Shabab Stadium                            |  |
| 12:00 | 12:00  | Mamedbabaev 9′ | Matchrapport | Takaji 1′ Atwi 30′ | Publik: 91 Domare: Rey Ritaga (Filippinerna) |  |
|       |        |                |              |                    |                                              |  |

### Grupp C
| Nr | Lag        | S | V | O | F | GM | IM | MS  | P |
| -- | ---------- | - | - | - | - | -- | -- | --- | - |
| 1  | Iran       | 3 | 3 | 0 | 0 | 31 | 1  | +30 | 9 |
| 2  | Australien | 3 | 2 | 0 | 1 | 9  | 10 | −1  | 6 |
| 3  | Qatar      | 3 | 1 | 0 | 2 | 7  | 14 | −7  | 3 |
| 4  | Sydkorea   | 3 | 0 | 0 | 3 | 4  | 26 | −22 | 0 |

|       | 25 maj | Australien                 | 3 – 1        | Qatar      | Al-Shabab Stadium                          |  |
| 18:00 | 18:00  | Zeballos 4′, 29′ Gomez 39′ | Matchrapport | Yousuf 38′ | Publik: 250 Domare: Marc Birkett (England) |  |
|       |        |                            |              |            |                                            |  |

|       | 25 maj | Iran | 14 – 1       | Sydkorea        | Al-Shabab Stadium                               |  |
| 20:30 | 20:30  | Esmaeilpour 7′ Taheri 11′ Hassanzadeh 11′, 12′, 33′ Javid 15′, 17′, 27′ Keshavarz 23′, 29′ Asghari 29′, 39′ Tayyebi 31′ Jeong Eui-Hyun 36′ (sjm.) | Matchrapport | Seo Dae-Yun 30′ | Publik: 728 Domare: Mohammad Al-Haddad (Kuwait) |  |
|       |        | |              |                 |                                                 |  |

|       | 26 maj | Sydkorea | 0 – 6        | Australien                                                        | Al-Shabab Stadium                     |  |
| 17:30 | 17:30  |          | Matchrapport | Fernando 15′, 19′ Seeto 22′ Fogarty 25′ Giovenali 33′ Spathis 40′ | Publik: 54 Domare: Zhang Youze (Kina) |  |
|       |        |          |              |                                                                   |                                       |  |

|       | 26 maj | Qatar | 0 – 8        | Iran                                                                                 | Al-Shabab Stadium                             |  |
| 20:00 | 20:00  |       | Matchrapport | Taheri 1′ Keshavarz 2′ Tayyebi 15′, 37′ Ahmadi 18′ Shamsaei 23′, 31′ Hassanzadeh 29′ | Publik: 300 Domare: Yasukazu Nobumoto (Japan) |  |
|       |        |       |              |                                                                                      |                                               |  |

|       | 27 maj | Iran                                                                                        | 9 – 0        | Australien | Al-Wasl Stadium                            |  |
| 17:30 | 17:30  | Taheri 11′, 22′ Shamsaei 13′, 40′ Hassanzadeh 14′, 33′ Bahadori 16′ Tayyebi 29′ Asghari 37′ | Matchrapport |            | Publik: 600 Domare: Marc Birkett (England) |  |
|       |        |                                                                                             |              |            |                                            |  |

|       | 27 maj | Qatar                                                                  | 6 – 3        | Sydkorea                                              | Al-Shabab Stadium                          |  |
| 17:30 | 17:30  | Khalifa 7′ Mohssein 21′ Bilal 24′ Yousuf 29′ Al-Sabah 33′ Mohammed 40′ | Matchrapport | Mohammed 12′ (sjm.) Kim Min-Kuk 36′ Kim Jeong-Nam 38′ | Publik: 56 Domare: Mohamad Chami (Libanon) |  |
|       |        |                                                                        |              |                                                       |                                            |  |

### Grupp D
| Nr | Lag        | S | V | O | F | GM | IM | MS  | P |
| -- | ---------- | - | - | - | - | -- | -- | --- | - |
| 1  | Kuwait     | 3 | 2 | 1 | 0 | 15 | 4  | +11 | 7 |
| 2  | Uzbekistan | 3 | 2 | 1 | 0 | 12 | 3  | +9  | 7 |
| 3  | Kina       | 3 | 1 | 0 | 2 | 6  | 9  | −3  | 3 |
| 4  | Indonesien | 3 | 0 | 0 | 3 | 6  | 23 | −17 | 0 |

|       | 25 maj | Uzbekistan  | 1 – 1        | Kuwait             | Al-Shabab Stadium                          |  |
| 12:00 | 12:00  | Irsaliev 9′ | Matchrapport | Sviridov 6′ (sjm.) | Publik: 250 Domare: Naoki Miyatani (Japan) |  |
|       |        |             |              |                    |                                            |  |

|       | 25 maj | Indonesien             | 2 – 5        | Kina                                                     | Al-Shabab Stadium                               |  |
| 14:30 | 14:30  | Tamimy 20′ Handoyo 35′ | Matchrapport | Hu Jie 18′, 40′ Zhao Liang 26′ Deng Tao 29′ Cong Lin 32′ | Publik: 91 Domare: Husein Khalaileh (Jordanien) |  |
|       |        |                        |              |                                                          |                                                 |  |

|       | 26 maj | Kuwait                                                                            | 9 – 3        | Indonesien                        | Al-Shabab Stadium                             |  |
| 12:00 | 12:00  | Al-Wadi 6′, 26′, 35′ Al-Taweel 10′, 13′, 24′, 33′ S. Al-Mutairi 12′ F. Haidar 36′ | Matchrapport | Handoyo 3′ Saptaji 28′ Balfas 38′ | Publik: 104 Domare: Rey Ritaga (Filippinerna) |  |
|       |        |                                                                                   |              |                                   |                                               |  |

|       | 26 maj | Kina      | 1 – 2        | Uzbekistan                | Al-Shabab Stadium                               |  |
| 14:30 | 14:30  | Hu Jie 4′ | Matchrapport | Sviridov 19′ Irsaliev 36′ | Publik: 200 Domare: Nurdin Bukuev (Kirgizistan) |  |
|       |        |           |              |                           |                                                 |  |

|       | 27 maj | Uzbekistan                                                                                            | 9 – 1        | Indonesien   | Al-Wasl Stadium                            |  |
| 14:30 | 14:30  | Irsaliev 4′, 13′ Elibaev 8′ Tajibaev 17′, 31′ Abdumavlyanov 21′, 37′ Khalmukhamedov 25′ Rakhmatov 40′ | Matchrapport | Wardhana 13′ | Publik: 230 Domare: Alireza Sohrabi (Iran) |  |
|       |        | |              |              |                                            |  |

|       | 27 maj | Kina | 0 – 5        | Kuwait                                                   | Al-Shabab Stadium                                   |  |
| 14:30 | 14:30  |      | Matchrapport | Al-Farsi 10′, 16′, 28′ S. Al-Mutairi 30′ Al-Mosabehi 40′ | Publik: 200 Domare: Christopher Colley (Australien) |  |
|       |        |      |              |                                                          |                                                     |  |

## Utslagsspel
|  | Kvartsfinaler    | Kvartsfinaler |                |            | Semifinaler | Semifinaler |  |  | Final  | Final |
|  |                  |               |                |            |             |             |  |  |        |       |
|  | 29 maj           |               |                |            |             |             |  |  |        |       |
|  |                  |               |                |            |             |             |  |  |        |       |
|  | Thailand         | 5             |                |            |             |             |  |  |        |       |
|  | Thailand         | 5             | 30 maj         |            |             |             |  |  |        |       |
|  | Libanon          | 3             |                |            |             |             |  |  |        |       |
|  | Libanon          | 3             | Thailand (efl) | 5          |             |             |  |  |        |       |
|  | 29 maj           |               | Thailand (efl) | 5          |             |             |  |  |        |       |
|  |                  | Iran          | 4              |            |             |             |  |  |        |       |
|  | Iran             | Iran          | 4              | 6          |             |             |  |  |        |       |
|  | Iran             |               | 1 juni         | 6          |             |             |  |  |        |       |
|  | Uzbekistan       | 3             |                |            |             |             |  |  |        |       |
|  | Uzbekistan       | 3             | Thailand       | 1          |             |             |  |  |        |       |
|  | 29 maj           |               | Thailand       | 1          |             |             |  |  |        |       |
|  |                  | Japan         | 6              |            |             |             |  |  |        |       |
|  | Japan            | Japan         | 6              | 1          |             |             |  |  |        |       |
|  | Japan            | 30 maj        |                | 1          |             |             |  |  |        |       |
|  | Kirgizistan      | 0             |                |            |             |             |  |  |        |       |
|  | Kirgizistan      | 0             | Japan          | 3          | Bronsmatch  | Bronsmatch  |  |  |        |       |
|  | 29 maj           |               | Japan          | 3          | Bronsmatch  | Bronsmatch  |  |  |        |       |
|  |                  | Australien    | 0              |            |             |             |  |  |        |       |
|  | Kuwait           | Australien    | 0              | 2          | Iran        | 4           |  |  |        |       |
|  | Kuwait           |               |                | 2          | Iran        | 4           |  |  |        |       |
|  | Australien (efl) | 3             |                | Australien | 0           |             |  |  |        |       |
|  | Australien (efl) | 3             |                |            | 0           |             |  |  |        |       |
|  |                  |               |                |            |             |             |  |  | 1 juni |       |
|  |                  |               |                |            |             |             |  |  |        |       |

### Kvartsfinaler
|       | 29 maj | Thailand                                                                | 5 – 3        | Libanon                    | Al-Wasl Stadium                               |  |
| 15:30 | 15:30  | Chudech 5′ Thueanklang 8′ Chaemcharoen 20′ Madyalan 30′ Sornwichian 36′ | Matchrapport | Kawsan 1′, 4′ El Homsi 38′ | Publik: 350 Domare: Scott Kidson (Australien) |  |
|       |        |                                                                         |              |                            |                                               |  |

|       | 29 maj | Iran                                                                 | 6 – 3        | Uzbekistan                      | Al-Shabab Stadium                              |  |
| 15:30 | 15:30  | Ahmadi 5′, 39′ Esmaeilpour 7′ Hassanzadeh 20′ Taheri 22′ Tayyebi 32′ | Matchrapport | Tojiboev 22′, 28′ Rakhmatov 40′ | Publik: 1038 Domare: Yasukazu Nobumoto (Japan) |  |
|       |        |                                                                      |              |                                 |                                                |  |

|       | 29 maj | Japan     | 1 – 0        | Kirgizistan | Al-Wasl Stadium                           |  |
| 18:30 | 18:30  | Henmi 12′ | Matchrapport |             | Publik: 260 Domare: Timo Onatsu (Finland) |  |
|       |        |           |              |             |                                           |  |

|       | 29 maj | Kuwait                          | 2 – 3 (e fl) | Australien                   | Al-Shabab Stadium                               |  |
| 18:30 | 18:30  | S. Al-Mutairi 15′ Al-Awadhi 28′ | Matchrapport | Fogarty 3′, 42′ Ngaluafe 16′ | Publik: 250 Domare: Nurdin Bukuev (Kirgizistan) |  |
|       |        |                                 |              |                              |                                                 |  |

### Semifinaler
|       | 30 maj | Thailand                                                          | 5 – 4 (e fl) | Iran                                    | Al-Wasl Stadium                           |  |
| 15:30 | 15:30  | Thueanklang 10′, 30′ (str.), 50′ Sornwichian 32′ Chaemcharoen 43′ | Matchrapport | Shamsaei 4′, 49′ Tayyebi 7′ Asghari 30′ | Publik: 800 Domare: Timo Onatsu (Finland) |  |
|       |        |                                                                   |              |                                         |                                           |  |

|       | 30 maj | Japan                             | 3 – 0        | Australien | Al-Wasl Stadium                                 |  |
| 18:30 | 18:30  | Kogure 29′ Kitahara 32′ Henmi 40′ | Matchrapport |            | Publik: 113 Domare: Mohammad Al-Haddad (Kuwait) |  |
|       |        |                                   |              |            |                                                 |  |

### Match om tredjepris
|       | 1 juni | Iran                                     | 4 – 0        | Australien | Al-Wasl Stadium                            |  |
| 16:00 | 16:00  | Asghari 36′, 40′ Taheri 37′ Shamsaei 40′ | Matchrapport |            | Publik: 600 Domare: Naoki Miyatani (Japan) |  |
|       |        |                                          |              |            |                                            |  |

### Final
|       | 1 juni | Thailand     | 1 – 6        | Japan                                                                | Al-Wasl Stadium                                 |  |
| 19:30 | 19:30  | Wongkaeo 11′ | Matchrapport | Kogure 4′ Kitahara 15′ Inaba 31′ Henmi 34′ Kawahara 37′ Murakami 38′ | Publik: 926 Domare: Nurdin Bukuev (Kirgizistan) |  |
|       |        |              |              |                                                                      |                                                 |  |